# Louisville (Tennessee)
Louisville is een plaats (city) in de Amerikaanse staat Tennessee, en valt bestuurlijk gezien onder Blount County.

## Demografie
Bij de volkstelling in 2000 werd het aantal inwoners vastgesteld op 2001.
In 2006 is het aantal inwoners door het United States Census Bureau geschat op 2176, een stijging van 175 (8.7%).

## Geografie
Volgens het United States Census Bureau beslaat de plaats een oppervlakte van
34,9 km², waarvan 30,0 km² land en 4,9 km² water. Louisville ligt op ongeveer 268 m boven zeeniveau.

## Plaatsen in de nabije omgeving
De onderstaande figuur toont nabijgelegen plaatsen in een straal van 12 km rond Louisville.